# Yeongdeung Halmang
Yeongdeung Halmang är vindarnas (och som sådan delvis havets) gudinna i den koreanska polyteismen, särskilt på Jeju. 
Enligt mytologin levde gudinnan i ett land i öster, och kom en gång varje år till Jeju, då hon färdades runt ön för att så havets grödor, så som fisk, snäckor, musslor och annat som öns fiskebefolkning levde av. För att blidka gudinnan att så en rik skörd, brukade öborna iscensätta högtidliga ritualer till gudinnans ära varje år vid den tid hon troddes färdas runt ön. Ritualerna beskrivs första gången på 1400-talet, men antas vid den tidpunkten redan ha varit uråldriga. De hölls ända fram till mitten av 1900-talet, men har sedan dess blivit mer sällsynta.  